# Claude Pollet
Pour les articles homonymes, voir Pollet.
Claude Pollet est un peintre paysagiste français, né à Grenoble le 17 août 1816. Il décède à l'âge de 42 ans, à Saint-Égrève, à l'asile Saint-Robert, le 12 octobre 1858.
Ami de  Jean Achard et Théodore Ravanat, sa formation n'est pas connue. Il travaille en Savoie, en Haute Savoie, et en vallée d'Aoste, avant de revenir à Grenoble en 1850. Il fait partie de ces peintres qui se réunissaient à Proveysieux, et qu'on a parfois appelé l'école de Proveysieux.

## Son œuvre
L'œuvre de Pollet est essentiellement composée d'huiles et d'aquarelles représentant des paysages et des scènes campagnardes. Certains de ces tableaux sont conservés au musée de Grenoble ou au Musée Hébert à La Tronche. Il expose régulièrement au salon de Grenoble.
Liste de ses œuvres dans les collections publiques :
- Beauregard en Morvan près de Château-Chinon, coll. musée de Grenoble (MG 199)
- Paysage, coll. musée de Grenoble (MG 519)
- Les Aiguilles de Warens (Haute-Savoie), coll. musée de Grenoble (MG 1019)
- Etang bordé d'arbres, coll. musée de Grenoble (MG 1444)
- Lac de Laffrey, effet de soleil, coll. musée de Grenoble (MG 1676)
- Environs de Laffrey, coll. musée de Grenoble (MG 1677)
- Les Aiguilles de Warens (Haute-Savoie), coll. musée de Grenoble (MG 1678)